# Svjetsko prvenstvo u motociklizmu 1984. – 500cc
Svjetsko prvenstvo u motociklizmu u klasi 500cc za 1984. godinu je osvojio američki vozač Eddie Lawson na motociklu Yamaha YZR500 (OW 76) vozeći za momčad Marlboro Team Agostini. 

## Raspored utrka i osvajači postolja
1984. godine je bilo na rasporedu 12 trkačih vikenda Svjetskog prvenstva i na svima su vožene utrke u klasi 500cc.
| rb | datum              | staza                      | utrka               | službeni naziv utrke                                  | pole poz.       | motocikl | naj.krug        | motocikl               | pobjednik       | motocikl | drugoplasirani  | motocikl | trećeplasirani | motocikl               | izvj.                                         |
| -- | ------------------ | -------------------------- | ------------------- | ----------------------------------------------------- | --------------- | -------- | --------------- | ---------------------- | --------------- | -------- | --------------- | -------- | -------------- | ---------------------- | --------------------------------------------- |
| 1  | 24. ožujka 1984.   | Kyalami                    | VN Južne Afrike     | Technics Motorcycle Grand Prix                        | Freddie Spencer | Honda    | Barry Sheene    | Suzuki (Harris-Suzuki) | Eddie Lawson    | Yamaha   | Raymond Roche   | Honda    | Barry Sheene   | Suzuki (Harris-Suzuki) | [ 1 ] [ 2 ] [ 3 ] [ 4 ] [ 5 ] [ 6 ]           |
| 2  | 15. travnja 1984.  | Misano (Santamonica)       | VN Nacija           | 62º Gran Premio delle Nazioni                         | Freddie Spencer | Honda    | Freddie Spencer | Honda                  | Freddie Spencer | Honda    | Eddie Lawson    | Yamaha   | Raymond Roche  | Honda                  | [ 1 ] [ 2 ] [ 3 ] [ 7 ] [ 8 ] [ 9 ] [ 10 ]    |
| 3  | 6. svibnja 1984.   | Jarama                     | VN Španjolske       | Marlboro XXXIV Gran Premio de España                  | Eddie Lawson    | Yamaha   | Eddie Lawson    | Yamaha                 | Eddie Lawson    | Yamaha   | Randy Mamola    | Honda    | Raymond Roche  | Honda                  | [ 1 ] [ 2 ] [ 3 ] [ 11 ] [ 12 ] [ 13 ] [ 14 ] |
| 4  | 20. svibnja 1984.  | Salzburgring               | VN Austrije         | Austrian Grand Prix - Großer Preis von Österreich     | Randy Mamola    | Honda    | Randy Mamola    | Honda                  | Eddie Lawson    | Yamaha   | Freddie Spencer | Honda    | Randy Mamola   | Honda                  | [ 1 ] [ 2 ] [ 3 ] [ 15 ] [ 16 ] [ 17 ]        |
| 5  | 27. svibnja 1984.  | Nürburgring                | VN Njemačke         | Großer Preis von Deutschland                          | Freddie Spencer | Honda    | Freddie Spencer | Honda                  | Freddie Spencer | Honda    | Eddie Lawson    | Yamaha   | Randy Mamola   | Honda                  | [ 1 ] [ 2 ] [ 3 ] [ 18 ] [ 19 ] [ 20 ] [ 21 ] |
| 6. | 11. lipnja 1984.   | Paul Ricard (Le Castellet) | VN Francuske        | Grand Prix de France Moto                             | Freddie Spencer | Honda    | Freddie Spencer | Honda                  | Freddie Spencer | Honda    | Eddie Lawson    | Yamaha   | Randy Mamola   | Honda                  | [ 1 ] [ 2 ] [ 3 ] [ 22 ] [ 23 ] [ 24 ] [ 25 ] |
| 7  | 17. lipnja 1984.   | Grobnik                    | VN Jugoslavije      | Yu Grand Prix '84                                     | Freddie Spencer | Honda    | Freddie Spencer | Honda                  | Freddie Spencer | Honda    | Randy Mamola    | Honda    | Raymond Roche  | Honda                  | [ 1 ] [ 2 ] [ 3 ] [ 26 ] [ 27 ] [ 28 ] [ 29 ] |
| 8  | 30. lipnja 1984.   | Assen                      | VN Nizozemske       | Grote Prijs van Nederland der K.N.M.V. - 54e Dutch TT | Eddie Lawson    | Yamaha   | Eddie Lawson    | Yamaha                 | Randy Mamola    | Honda    | Raymond Roche   | Honda    | Eddie Lawson   | Yamaha                 | [ 1 ] [ 2 ] [ 3 ] [ 30 ] [ 31 ] [ 32 ] [ 33 ] |
| 9  | 8. srpnja 1984.    | Spa-Francorchamps          | VN Belgije          | Johnson GP of Belgium                                 | Freddie Spencer | Honda    | Freddie Spencer | Honda                  | Freddie Spencer | Honda    | Randy Mamola    | Honda    | Raymond Roche  | Honda                  | [ 1 ] [ 2 ] [ 3 ] [ 34 ] [ 35 ] [ 36 ]        |
| 10 | 5. kolovoza 1984.  | Silverstone                | VN Velike Britanije | Marlboro British Grand Prix                           | Raymond Roche   | Honda    | Randy Mamola    | Honda                  | Randy Mamola    | Honda    | Eddie Lawson    | Yamaha   | Ron Haslam     | Honda                  | [ 1 ] [ 2 ] [ 3 ] [ 37 ] [ 38 ] [ 39 ] [ 40 ] |
| 11 | 12. kolovoza 1984. | Anderstorp                 | VN Švedske          | Swedish TT                                            | Ron Haslam      | Honda    | Eddie Lawson    | Yamaha                 | Eddie Lawson    | Yamaha   | Raymond Roche   | Honda    | Wayne Gardner  | Honda                  | [ 1 ] [ 2 ] [ 3 ] [ 41 ] [ 42 ] [ 43 ] [ 44 ] |
| 12 | 2. rujna 1984.     | Mugello                    | VN San Marina       | 4º Gran Premio San Marino                             | Raymond Roche   | Honda    | Randy Mamola    | Honda                  | Randy Mamola    | Honda    | Raymond Roche   | Honda    | Ron Haslam     | Honda                  | [ 1 ] [ 2 ] [ 3 ] [ 45 ] [ 46 ] [ 47 ] [ 48 ] |

VN Nacija - također navedena kao VN Italije 

VN Njemačke - također navedena kao VN Zapadne Njemačke 

VN Nizozemske - također navedena kao Dutch TT 

VN Velike Britanije - također navedena kao VN Britanije 

VN Švedske - također navedena kao Swedish TT

## Poredak za vozače
Sustav bodovanja
Bodove je osvajalo prvih 10 vozača u utrci. 
| pozicija u utrci | 1. | 2. | 3. | 4. | 5. | 6. | 7. | 8. | 9. | 10. |
| bodovi           | 15 | 12 | 10 | 8  | 6  | 5  | 4  | 3  | 2  | 1   |

| mj. | vozač               | konstruktor                                | bm                | momčad (tim)                | motocikl                                                        | bodova |
| --- | ------------------- | ------------------------------------------ | ----------------- | --------------------------- | --------------------------------------------------------------- | ------ |
| 1.  | Eddie Lawson        | Yamaha                                     | 4                 | Marlboro Team Agostini      | Yamaha YZR500 (OW76)                                            | 142    |
| 2.  | Randy Mamola        | Honda                                      | 3                 | R.M. Promotions Inc.        | Honda NS500 Honda NSR500                                        | 111    |
| 3.  | Raymond Roche       | Honda                                      | 11                | Honda Total                 | Honda RS500 Honda NS500                                         | 99     |
| 4.  | Freddie Spencer     | Honda                                      | 1                 | Honda Racing Corporation    | Honda NSR500 Honda NS500                                        | 87     |
| 5.  | Ron Haslam          | Honda                                      | 9                 | Honda Racing Corporation    | Honda NS500                                                     | 77     |
| 6.  | Barry Sheene        | Harris-Suzuki                              | 7                 | Heron Team Suzuki           | Harris Suzuki XR Suzuki XR45/50 Suzuki RGB500 Suzuki RG Gamma 4 | 34     |
| 7.  | Wayne Gardner       | Honda                                      | 18 / 33 / 53      | Honda Britain Racing Team   | Honda NSR500 Honda NS500                                        | 33     |
| 8.  | Boet van Dulmen     | Suzuki                                     | 12                | Toshiba                     | Suzuki RGB500                                                   | 25     |
| 9.  | Didier de Radiguès  | Chevallier-ELF Chevallier Chevallier-Honda | 17                | Team Elf/Chevallier Johnson | Chevallier-Honda Chevallier                                     | 24     |
| 10. | Virginio Ferrari    | Yamaha                                     | 18 / 33 / 53      | Marlboro Team Agostini      | Yamaha YZR500 (OW76)                                            | 22     |
| 11. | Rob McElnea         | Suzuki Harris-Suzuki                       | 45 / 19 / 52 / 35 | Heron Team Suzuki           | Suzuki RGB500                                                   | 21     |
| 12. | Sergio Pellandini   | Suzuki                                     | 15                | H.B. Suzuki G.P. Team       | Suzuki XR45/50                                                  | 16     |
| 13. | Takazumi Katayama   | Honda                                      | 5                 | Honda Racing Corporation    | Honda NS500                                                     | 14     |
| 14. | Franco Uncini       | Suzuki                                     | 10                | Suzuki XR45/50              |                                                                 | 14     |
| 15. | Reinhold Roth       | Honda                                      | 26                | Römer Racing Team           | Honda RS500                                                     | 14     |
| 16. | Tadahiko Taira      | Yamaha                                     | 28                | Marlboro Team Agostini      | Yamaha YZR500 (OW76)                                            | 10     |
| 17. | Massimo Broccoli    | Honda                                      | 30                |                             | Honda RS500 Honda NS500                                         | 10     |
| 17. | Gustav Reiner       | Honda                                      | 34                | Olymp-Hemden Racing         | Honda RS500                                                     | 10     |
| 19. | Keith Huewen        | Honda                                      | 16                | David Attwood               | Honda RS500                                                     | 6      |
| 20. | Leandro Becheroni   | Suzuki                                     | 38                |                             | Suzuki RGB500                                                   | 4      |
| 21. | Wolfgang Von Muralt | Suzuki                                     | 25                | Frankonia-Suzuki            | Suzuki RGB500                                                   | 4      |
| 21. | Christian le Liard  | Chevallier-ELF Chevallier Chevallier-Honda | 30 / 31           | Team Elf/Chevallier Johnson | Chevallier-Honda Chevallier                                     | 4      |
| 23. | Chris Guy           | Honda Yamaha                               | 113 / 27          | Bill Smith Racing           | Honda RS500 Yamaha                                              | 2      |
| 23. | Fabio Biliotti      | Honda                                      | 35                |                             | Honda RS500                                                     | 2      |
| 23. | Roger Marshall      | Honda                                      | 51                | Honda Britain Racing Team   | Honda RS500                                                     | 2      |
| 26. | Eero Hyvärinen      | Suzuki                                     |                   |                             | Suzuki RGB500                                                   | 2      |
| 27. | Brett Hudson        | Suzuki Yamaha                              | 32                | Yashica/Contax              | Suzuki RGB500 Yamaha                                            | 1      |
| 27. | Herve Moineau       | Cagiva                                     | 23                | Cagiva Motor Italia S.p.A   | Cagiva C9                                                       | 1      |
| 27. | Armando Errico      | Suzuki                                     |                   |                             | Suzuki RGB500                                                   | 1      |

 u ljestvici vozači koji su osvojili bodove u prvenstvu 

## Poredak za konstruktore
Sustav bodovanja
Bodove za proizvođača osvaja najbolje plasirani motocikl proizvođača među prvih 10 u utrci.
| pozicija u utrci | 1. | 2. | 3. | 4. | 5. | 6. | 7. | 8. | 9. | 10. |
| bodovi           | 15 | 12 | 10 | 8  | 6  | 5  | 4  | 3  | 2  | 1   |

Honda prvak u poretku konstruktora.
| mj. | konstruktor                                | bod |
| --- | ------------------------------------------ | --- |
| 1.  | Honda                                      | 168 |
| 2.  | Yamaha                                     | 142 |
| 3.  | Suzuki                                     | 64  |
| 4.  | Chevallier Chevallier-Honda Chevallier-ELF | 25  |
| 5.  | Cagiva                                     | 1   |

 u ljestvici konstruktori koji su osvojili bodove u prvenstvu 

## Vanjske poveznice
- (engl.) motogp.com
- (fr.) racingmemo.free.fr, LES CHAMPIONNATS DU MONDE DE VITESSE MOTO
- (engl.) motorsportstats.com, MotoGP
- (fr.) pilotegpmoto.com
- (nizoz.) jumpingjack.nl, Alle Grand-Prix uitslagen en bijzonderheden, van 1973 (het jaar dat Jack begon met racen) tot heden.
- (engl.) motorsport-archive.com, World 500ccm Championship :: Overview  Arhivirana inačica izvorne stranice od 6. srpnja 2022. (Wayback Machine)
- (engl.) the-sports.org, Moto - Moto GP - Prize list
- (engl.) motorsportmagazine.com, World Motorcycle Championship / MotoGP
- (engl.) en.wikipedia.org, 1984 Grand Prix motorcycle racing season
- (tal.) it.wikipedia.org, Motomondiale 1983
- (tal.) it.wikipedia.org, Risultati del motomondiale 1984
- (šp.) es.wikipedia.org, Temporada 1984 del Campeonato del Mundo de Motociclismo